# VF Group–Bardiani–CSF–Faizanè
VF Group-Bardiani-Bardiani-CSF-Faizanè (codul echipei UCI: VBF) este o echipă ciclistă UCI ProTeam înregistrată în Italia care participă la cursele din cadrul Circuitelor Continentale UCI și, atunci când este selectată ca wildcard la evenimentele din cadrul UCI World Tour. Echipa este condusă de Bruno Reverberi, alături de directorii sportivi Fabiano Fontanelli și Roberto Reverberi. Reverberi conduce echipa din 1982, când a început sub numele de Termolan. Navigare a fost un sponsor principal intermitent din 1990, când echipa se numea Italbonifica-Navigare. Actualul sponsor principal, Bardiani Valvole, a devenit asociat cu echipa în 2013, înainte de aceasta CSF Group (2008-12) și Ceramica Panaria (2000-2007) fiind sponsori principali.

## Legături externe
- Site web oficial